# Helblinde
Helblinde (isländska Helblindi) är enligt Snorres Edda i nordisk mytologi son till åskjätten Farbaute ("den som slår häftigt") och Laufey ("löv-ön") och bror till Byleist och Loke. Enligt Lars Magnar Enoksen betyder Helblinde "den som bländar dödligt". Farbauti befruktade Laufey med en åskvigg, och de tre sönerna Loke, Byleist och Helblinde föddes ur förödelsen.[källa behövs]
Helblinde är enligt Sången om Grimner ett av Odens många binamn. Enligt Norrøn ordbok är namnet Helblindi en variant av Odennamnet Herblindi.